# Neilonellidae
Famille
Genres de rang inférieur
- Neilonella
- Pseudotindaria

Neilonellidae est une famille de mollusques bivalves.